# Стрешнев, Никита Константинович
Ники́та Константи́нович Стрешне́в (1614—1702) — боярин, окольничий, воевода в Ефремове, Вологде, Двинске.

## Биография
Представитель дворянского рода Стрешневых. Единственный сын Константина Афанасьевича Стрешнева.
Правнучатный (четвероюродный) брат царицы Евдокии Лукьяновны, второй жены царя Михаила Фёдоровича.
В 1645—1647 годах был воеводой в Ефремове, в 1661—1663 годах — в Вологде.
Так как в Вологде не было крепости и боевых снарядов, а служилых людей только 62 человека, то Стрешнев просил разрешения у царя Алексея Михайловича построить крепость и оставить в Вологде часть мушкетов и пороха, доставленных сюда на временное хранение из Архангельска. Ранее здесь уже были заготовлены запасы на строительство каменной крепости, но значительная их часть была взята на церкви и дома. В ответ последовала царская грамота, в которой он велел ничего не выдавать из оставшихся запасов, а перевезённые куда-либо запасы велено переместить обратно на прежние места. А что было ранее выдано, велено сыскать в Съезжей избе, переписать и доложить государю.
В мае 1663 года Стрешнев упоминается в связи с двумя его распоряжениями:
1. Вызвать в Вологду из некоторых монастырских вотчин скорняков и портных с жёнами и детьми для направления их в Москву,
2. Собрать по монастырям сведения о содержащихся в них польских и литовских пленниках.

В 1679 году ему пожалован чин окольничего и иногда он сопровождал царя Фёдора Алексеевича в село Коломенское и в Троице-Сергиев монастырь; 12 июня этого года он обедал у царя за именинным столом.
В 1682 году был на земском соборе об уничтожении местничества и в этом же году пожалован в бояре.
Был назначен воеводой в Двинск; 25 января 1683 года прежний двинский воевода, боярин князь Никита Семёнович Урусов и дьяк Фёдор Микулин сдали Стрешневу и дьяку Максиму Бурцову городовые ключи, наряд, «зелье» (порох), свинец и другие пушечные запасы Архангельска и Холмогор. За время двухлетнего воеводства Стрешнева на Двине сохранилось несколько царских грамот к нему:
1. Доставить из Архангельска в Преображенскую Пертоминскую пустынь материалы для строительства каменной церкви Преображения Господня, трапезной, хлева и погребов. За провоз материалов следовало платить вольнонаёмным ямщикам из доходов двинских таможенного и кружечного дворов, а не сдавать подрядчикам, чтобы избежать больших убытков казны. Исполнение этого царского указа возлагало на Стрешнева немало хлопот, так как требовалось доставить в Преображенскую пустынь 500 тыс. кирпичей, 2 тыс. белого камня аршинного и полуаршинного, 1500 бочек извести, 1000 пудов железа и 5 тыс. тёса.
2. С богомольцев, направляющихся в Соловецкий монастырь, берут в Архангельске и в Холмогорах «поголовщину» за пропуск в монастырь, а у кого нет средств заплатить за пропуск, поворачивают назад. Царь велел пропускать всех богомольцев без задержки, не брать с них денег и прислать в Новый приказ отписку, по какому именно царскому указу берутся деньги и в каком количестве.
3. Строитель Козьма-Николаевского Корельского монастыря в Холмогорском уезде подал челобитную, что стрелецкий караул сведён с Пудожемского устья Двины и поставлен за 15 вёрст от прежнего места, возле монастырской деревни на Лицкой Двине. Зарубежные суда не могут туда дойти, из-за тесноты пути, стрельцам заняться нечем и поэтому они «чинят всякое деревенское разоренье», грабят проезжих богомольцев и не допускают их в монастырь. Царь велел Стрешневу сделать справку, по чьему указу перемещён караул, и если окажется, что не по государевой грамоте из Нового приказа, то снова перенести его на Пудожемское устье.
4. Велено Стрешневу разобраться с притеснением иноземных купцов, торгующих в Архангельске, при сборе с них оброка.

Скончался «6 декабря 1702, во 2 часу ночи, на память преподобного Саввы Освященного <…> погребён в Крестовоздвиженском монастыре».
Его единственный сын — первый московский губернатор Тихон Стрешнев, сподвижник Петра Великого.